# Tjärnviks Trä AB
Tjärviks Trä AB, var ett sågverk i Gnarp som grundades 1925. Hette ursprungligen Aktiebolaget Tjärnviks Snickerifabrik.

## Historia
Företaget etablerades år 1925 av Alfred Andersson och Anders Berglund under firma Andersson & Berglund. År 1933 övertog Alfred Andersson företaget som ensam ägare och ändrade firmanamnet till Tjärnviks Snickerifabrik, Alfr. Andersson. Åren 1938–1939 uppfördes nya fabrikslokaler vilket var den första byggnaden på den plats där företaget nu ligger.
Under åren 1945–1963 utfördes sedan i olika etapper till- och ombyggnader med bland annat monteringsverkstad för snickerier, sågbyggnad, hyvleri, pannhus med ångcentral samt personalutrymmen. 1957 ombildades företaget till aktiebolag. Mellan åren 1965 och 1974 investerades cirka 10 miljoner kronor i byggnader och maskiner.
Samarbetsavtal upprättades år 1972 med Snickeriprodukter A/B Edsbyn, vilket innefattade att hela produktionen av snickerier levererades till nämnda företag. Ett långsiktigt rullande samarbetsavtal upprättades vid årsskiftet 1972/1973 med Aktiebolaget Iggesunds Bruk, innebärande att Iggesund köpte alla trävaror från Tjärnvik som ej förbrukades i den egna snickeriproduktionen samt den cellulosaflis som Tjärnvik producerar, dessutom byten av råvaror.
År 1964 uppgick omsättningen till 2,5 miljoner kronor och företaget sysselsatte 60 stycken anställda. År 1974 var omsättningen 25 miljoner kronor och antal anställda 135 stycken. År 1977 såldes snickeridelen till SP-snickerier i Edsbyn, som drev verksamheten i cirka fem år. Tjärnviks Trä AB såldes 1998 till Persson Invest. I ett samarbete mellan SCA och Persson Invest bildades den 1 juni 2010 Gällö Timber, som omfattade sågverken Gällö Såg i Gällö, Tjärnviks Trä i Gnarp och Jämtlamells sågverk i Stugun.
Den 1 december 2011 kom beskedet att Tjärnviks Trä avvecklas. Företaget lades ner under 2012.
Sågverkets produktion har successivt ökat från nivån;
| 1960-talet | 12-15 tusen m³  |
| 1970-talet | 15-30 tusen m³  |
| 1980-talet | 40-50 tusen m³  |
| 1990-talet | 50-77 tusen m³  |
| 2000-2010  | 77-102 tusen m³ |